# Tempestad de Halloween de 1991

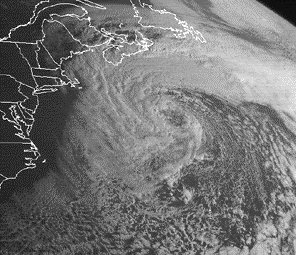
Tempestad de Halloween 1991 al sur de Nueva Escocia.

La tempestad de Halloween de 1991, o la tormenta perfecta, fue una tempestad que absorbió al Huracán Grace y finalmente se convirtió en un huracán menor al final de su existencia.  La zona de baja presión inicial se desarrolló en el Atlántico frente a  Canadá el 28 de octubre de 1991. Empujada en dirección sur por un dorsal sobre su flanco norte alcanzó su máxima intensidad como un gran y poderoso ciclón. La tempestad se abatió sobre la costa este de Estados Unidos con olas e inundaciones costeras, antes de enfilar hacia el suroeste y perder fuerza. Desplazándose sobre aguas más cálidas, el sistema se transformó en un ciclón subtropical antes de convertirse en una tormenta tropical. Realizó un recorrido circular frente a los estados centrales atlánticos de Estados Unidos y se dirigió hacia el noreste. El 1 de noviembre el sistema se convirtió en un huracán importante con picos de viento de 120 km/h, aunque el National Hurricane Center no le asignó ningún nombre para evitar confundir dado el interés de los medios de comunicación en la tormenta extratropical que le precedió. Posteriormente se le dio el nombre de "la tormenta perfecta". El sistema fue el cuarto huracán y último ciclón tropical de la temporada de huracanes atlánticos de 1991. El sistema tropical se debilitó, y cuando alcanzó Nueva Escocia ya era una tormenta tropical antes de disiparse.

## Historia meteorológica

Camino de la tempestad comenzando al sureste de Canadá como una tormenta extratropical, desplazándose en dirección oeste hacia Nueva Inglaterra, convirtiéndose en una tempestad tropical al girar hacia el noreste, y posteriormente disiparse sobre la isla Prince Edward.

La Tormenta Perfecta comenzó como un frente frío que surge de la costa este de Estados Unidos. El 28 de octubre, el frente abarcaba una  baja presión extratropical al este de Nueva Escocia. En este punto, una dorsal se extendía desde las  montanas Apalaches en dirección noreste hacia Greenland, con un fuerte centro de alta presión sobre el este de Canadá. El dorsal forzó a zona de baja presión extratropical a desplazarse en dirección sureste y posteriormente oeste. El huracán Grace fue barrido por su frente frío en la zona de circulación cálida del ciclón el 29 de octubre.  El ciclón ganó en intensidad a causa del contraste entre las temperaturas del aire frío del noroeste y el aire cálido y húmedo de los restos del huracán  Grace.  El sistema de baja presión continuó aumentando al desplazarse hacia Estados Unidos. Tenía un sentido de desplazamiento retrogrado lo cual es inusual para una tempestad proveniente del noreste, dando comienzo a una serie de circunstancias meteorológicas que ocurren solo una vez cada  50 a 100 años. La mayoría de las tempestades provenientes del noreste afectan Nueva Inglaterra desde su flanco suroeste.

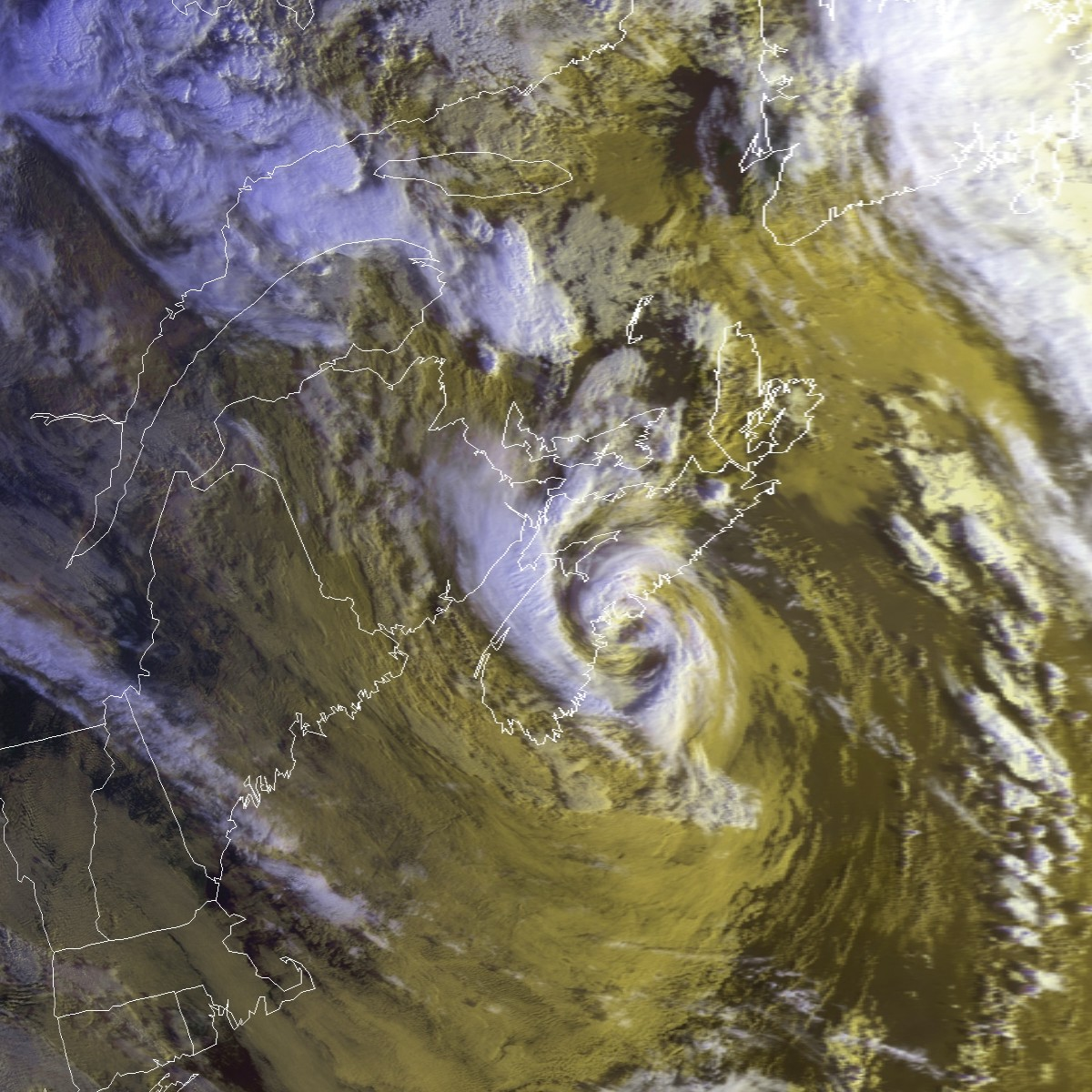
La tormenta tropical alcanzando tierra firme al oeste de Halifax, Nueva Escocia, Canadá.

Cuando la tormenta se encontraba unos 630 km al sur de  Halifax, Nueva Escocia,  alcanzó su máxima intensidad con picos de viento de hasta 115 km/h.  La tormenta del noreste alcanzó su intensidad máxima hacia las 12:00 UTC del 30 de octubre siendo su presión mínima 972 milibares. La interacción entre la tormenta extratropical y el sistema de alta presión al norte de la misma produjo un importante gradiente de presión,  el cual produjo grandes olas y vientos fuertes. Entre la costa sur de Nueva Inglaterra y el centro de la tormenta, el gradiente fue de 70 mbar. Una boya ubicada a 425 km al sur de Halifax registró una ola de 30 m de altura el 30 de octubre. Esta fue la ola más alta registrada en la plataforma continental oceánica frente a la costa de  Nueva Escocia. Al este del Cabo Cod, una boya del NOAA ubicada en  41°06′N 66°36′O / 41.1, -66.6 registró viento continuo de 90 km/h con rachas de 120 km/h, y  altura significativa de ola (altura promedio de las olas más grandes) de 12 m hacia las 15:00 UTC del 30 de octubre. Otra boya ubicada en  40°30′N 69°30′O / 40.5, -69.5, registró vientos continuos de 95 km/h con rachas de 120 km/h y una altura significativa de ola de 8.5 m hacia las  00:00 UTC del 31 de octubre.